# 格雷纳足球俱乐部
格雷納足球會（Gretna Football Club）是一支已解散的蘇格蘭足球會，最後一季在苏格兰足球超级联赛作賽，位於蘇格蘭南部近英格蘭邊界的格雷那（Gretna），主場位於瑞戴爾公園球場（Raydale Park）。

## 球會歷史
基特拿成立於1946年及參加本地的鄧弗里斯初級聯賽（Dumfries Junior League）。翌年格雷那出奇地以一支蘇格蘭球會加入由英格蘭足總舉辦的卡素爾及鄰近地區聯賽（Carlisle and District League）。1982年參加新組成的北部聯賽（Northern League）的乙組聯賽，隨即獲得冠軍並升級甲組，1990/91年及1991/92年連續兩年獲得甲組聯賽冠軍，升級北部超級聯賽（Northern Premier League）的甲組聯賽。
1990年代基特拿成為自格拉斯哥流浪在1887年後首支蘇格蘭球會出席英格兰足总杯。基特拿分別於1993年及1999年申請加入蘇格蘭聯賽，為協助申請，格雷那為洛克比空難受害者籌款，與格拉斯哥流浪選手隊比賽，以 2-1 擊敗強勁對手。
2002年艾迪爾人（Airdrieonians F.C.）因財困結束，基特拿獲接納加入蘇格蘭丙組聯賽，於2004/05年奪得冠軍及升級乙組，在這季格雷那連勝13場打破恩華尼斯的11場連勝紀錄，前鋒（Kenny Deuchar）以破丙組聯賽入球紀錄的 24 球奪神射手獎，而總分（80分）及入球（87球）同為丙組新紀錄。在球會董事長布魯克斯·米爾森（Brooks Mileson）的財力支持下，格雷那據悉是蘇超以外薪金支出最高的蘇格蘭球會。格雷那的人口只有2,705人（按2001年的統計數字），但球會正尋找合適地點用以興建符合蘇超規定的6,000座新球場。由於本地球迷的基數低，球會支持不同的“草根計劃”如提供遠至鄧弗里斯（Dumfries）的免費學童門票及青少年訓練等，以求增加球迷的數目。
2006年3月25日基特拿2-1反勝（Alloa Athletic）後，提早六輪確保乙組聯賽冠軍及升級甲組的席位。4月1日在咸普頓公園球場3-0擊敗登地，除了達成創會以來首次晉身蘇格蘭足總盃決賽之外，並成為首支自1975/76年乙組聯賽成立後晉身蘇格蘭杯決賽的蘇格蘭第三級聯賽球隊，虽不敌赫斯，但赫斯在該球季獲得蘇超亞軍並出席2006/07年的歐聯，所以基特拿獲歐洲足協盃的入場券。
基特拿於2006年8月10日首度出戰歐洲足協盃，在 第二圈外圍賽對抗於愛爾蘭聯賽作賽的北愛爾蘭球隊德利城（Derry City），主場慘敗1-5，雖然8月24日次回合作客賽和2-2，仍然提早出局。
2007年3月6日領隊罗恩·亚历山大（Rowan Alexander）因患病離職，由助手戴维·伊隆斯（Davie Irons）代理職務。4月28日作客3-2擊敗羅斯郡（Ross County），僅以1分之微力壓聖莊士東（St Johnstone），奪得冠軍及獲升級蘇格蘭足球超級聯賽。7月18日伊隆斯獲委任為正式領隊，帶領球隊在蘇超作賽。前領隊亚历山大於2006年5月曾與球隊續約5年，雙方就補償展開商討。
因蘇超的球場規限，基特拿需與馬瑟韋爾共用菲尔公园球场（Fir Park），但兩地來回距離達130英哩，加上人口稀少，相信觀眾數字難有增長。2007年8月4日升級首場比賽在菲尔公园球场對福爾柯克，以0-4見負，前領隊亚历山大被拒進入球場。由於亚历山大的滾動合約（rolling contract）尚未中止，估計補償金額高達50萬英鎊，亚历山大向勞資法庭（employment tribunal）索償。8月28日聯賽盃主場3-1擊敗考登比亞夫（Cowdenbeath）只有342名觀眾，而10月27日聯賽主場0-4負於恩華尼斯亦只有1,020名觀眾。9月22日聯賽主場3-2擊敗登地聯，首開勝績，亦是球隊成立以來首次擊敗一支蘇超球隊。
2008年1月轉會窗期間進行大清洗。2月12日班主米爾森重病入院，2月18日揭發職球員被拖欠薪金。2月19日領隊伊隆斯辭職轉投蘇甲的摩頓（Morton）。2月22日班主米爾森出院。3月6日只有創低紀錄的501名球迷入場觀看格雷纳主場0-3負於登地聯的比賽，賽後一日，球隊透露可能需要債務重組。球隊於3月10日在官方網站發出聲明已申請債務重組。3月13日被扣10分的格雷那只餘6分，距離尾二的聖美倫21分，降級已成定局，米爾森亦已徹回債務重組，球隊積欠稅局35萬英鎊，兩名前領隊分別追討80萬英鎊及10萬英鎊，而拖欠馬瑟韋爾的場租已逾期未付，在清洗球員後17名球員中只有8名仍然留效，只靠借用年青球員維持，更全部被拖欠薪金，在周六對鴨巴甸的比賽只有10名球員願意上場，屋漏偏逢連夜雨，有盜賊潛入瑞戴爾公園球場偷竊球衣及用品。3月14日蘇超預支10萬英鎊給格雷那，讓球隊可以支持多5場聯賽到聯賽分為爭標及護級組。3月15日格雷那在更換6名正選及提升多名U-19球員下終可派隊作客鴨巴甸，淨負0-3。
由於菲爾公園球場比賽頻繁，草坪排水出現問題導致數場比賽改期，3月17日決定周日對些路迪及4月5日對恩華尼斯的主場比賽移師利雲斯頓的阿蒙維爾球場（Almondvale Stadium）。4月5日回師菲爾公園球場，以1-2負於恩華尼斯，只有431名球迷入場，再創蘇超最低入場人數紀錄。
4月23日按蘇格蘭BBC獲得的法庭文件稱，基特拿在債務重組時共有139名具名債權人，追討370萬英鎊欠款，其中包括超過50萬英鎊為拖欠稅款，而基特拿的資產只有82萬4,000英鎊，在資不抵債下應會被自動清盤。5月13日憑加文·斯克尔顿（Gavin Skelton）完場前的入球1-0擊敗大部分時間10人應戰的赫斯，以一場勝仗結束蘇超球季，亦可能是球隊最後一場比賽。5月19日債務重組人遣散球隊餘下全部40名的職球員。5月29日被判定來季降級到蘇格蘭足球丙組聯賽，但先決條件是基特拿到時是否仍存在。6月2日唯一有興趣收購基特拿的買方徹回收購建議，6月3日債務重組人通知蘇格蘭足球聯賽基特拿退出，結束6年燦爛而短暫的歷史。2008年8月8日被債務重組人宣佈清盤。 
2008年11月3日前班主米爾森病逝。

## 球會榮譽
- 北部乙組聯賽《英格蘭》
  - 亞軍（1）：1982/83年
- 北部甲組聯賽《英格蘭》
  - 冠軍（2）：1990/91年、1991/92年；
  - 亞軍（1）：1989/90年
- 丙組聯賽《蘇格蘭》
  - 冠軍（1）：2004/05年
- 乙組聯賽《蘇格蘭》
  - 冠軍（1）：2005/06年
- 甲組聯賽《蘇格蘭》
  - 冠軍（1）：2006/07年